# Die Odyssee (Fernsehfilm)
Die Odyssee ist der Titel eines mehrteiligen Fernsehfilms, der 1968 in Italien unter dem Originaltitel L’Odissea vom Sender RAI und 1969 in Deutschland vom ZDF ausgestrahlt wurde. Neben Italien waren bei der Produktion Deutschland, Frankreich und Jugoslawien vertreten. Die Odyssee wurde in Italien in sechs und in Deutschland in vier, gering gekürzten Teilen gezeigt. In Italien und Spanien lief der Film auch im Kino.
Die Handlung folgt eng dem gleichnamigen Epos Odyssee von Homer. Dabei werden „aufwendige Spielszenen mit vorgelesenem Originaltext gemischt“.

## Handlung

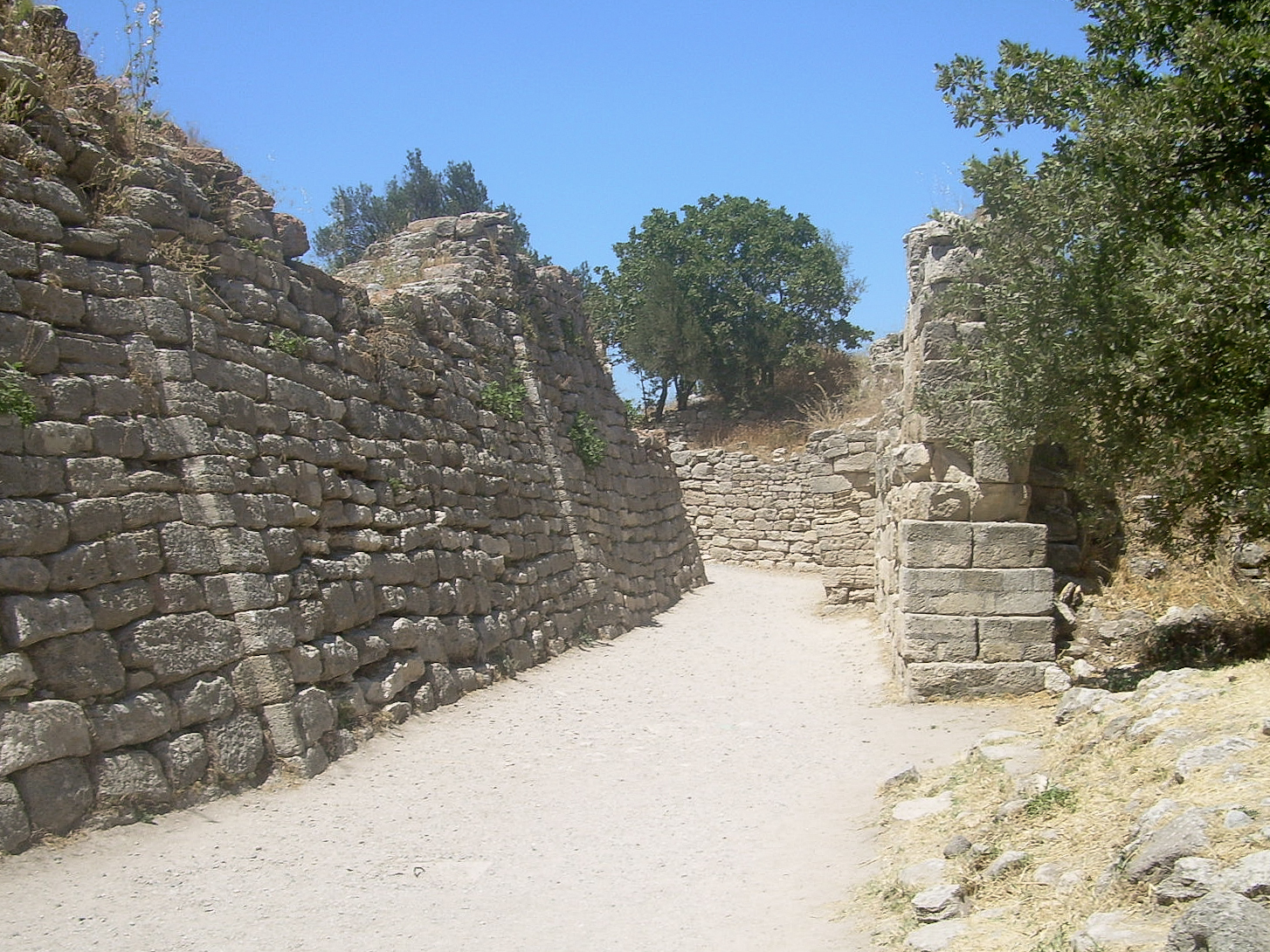
Stadtmauern von Troja

Zu Beginn des Films zeigt die Kamera moderne Aufnahmen der Ruinen von Troja.
Bald erfolgt eine mehr als 3000-jährige Rückblende und der Film beginnt mit einer Erzählerstimme, die beim ersten der 24 Gesänge der Odyssee einsetzt und im weiteren Verlauf immer wieder die Handlung fortführt, welche mit aufwendig inszenierten Handlungen illustriert wird.
Die Odyssee folgt eng dem Verlauf der Vorlage und bleibt auch bei deren komplexer Struktur mit zahlreichen Rückblenden und Parallelhandlungen. Dem Medium „Fernsehen“ entsprechend wird aber einiges gerafft und gekürzt und es erfolgt die Setzung eigener Schwerpunkte.
Die Stimme des Erzählers stammt im italienischen Original von Giuseppe Ungaretti, in der deutschen Version von Leonard Steckel.

## Hintergrund
Die Odyssee stellte einen Meilenstein in der Geschichte des italienischen Fernsehens dar. Die wirtschaftliche Größenordnung und der Umfang der internationalen Ko-Produktion waren bis dato unerreicht. Über Italien hinaus wurde der Fernsehfilm zum Prototyp der großen internationalen Ko-Produktionen. In Deutschland wurde die Serie  vom 19. Oktober 1969 bis zum 9. November 1969 im ZDF ausgestrahlt und nach zwei Jahren in der Zeit des Jahreswechsels vom 27. Dezember 1971 bis zum 30. Dezember 1971 wiederholt.
Die Polyphem-Szene wurde von Mario Bava inszeniert.

## Rezeption in Italien
In Italien lief Die Odyssee in acht Folgen im nationalen Programm des Senders RAI vom Sonntag, dem 24. März 1968, an. Sendebeginn war jeweils 21.05 Uhr. Die letzten beiden Folgen wurden am 5. Mai 1968 zusammengefasst.
In Italien sahen im Durchschnitt 16,6 Millionen Zuschauer die einzelnen Episoden.
Trotz des großen Erfolgs beim Publikum war die Resonanz bei der Fernsehkritik uneinheitlich. Der Mehrteiler sei zwar „anspruchsvoll“ und geradezu „spektakulär“. Auf der anderen Seite sprach der Schriftsteller Giovanni Perego von einem „Kampf zwischen Homer und dem Fernsehen“.  „Komplexität und literarische Kraft“ der Vorlage seien verloren gegangen.

## DVD-Veröffentlichung
Seit 2006 ist eine fast ungekürzte DVD-Veröffentlichung mit italienischer und deutscher Sprache verfügbar. Die bei der deutschen Fernsehausstrahlung gekürzten Passagen sind mit italienischem Originalton in die deutsche Version eingefügt.